# District de Menashi

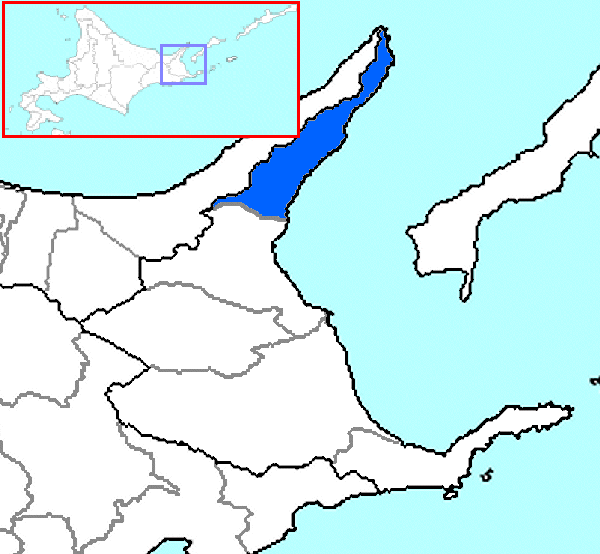
Emplacement du district de Menashi dans la sous-préfecture de Nemuro.

Le district de Menashi (目梨郡, Menashi-gun) est un district de la sous-préfecture de Nemuro sur l'île de Hokkaidō, au Japon.
En 2015, la population du district est estimée à 5 576 habitants pour une densité de 14 personnes par km2. La superficie totale est de 397,72 km2.

## Bourg du district
- Rausu